# Букет (станция радиоподавления)
«Букет» — семейство авиационных станций радиоэлектронного подавления, для постановки прямошумовых помех, устанавливалась на самолеты РЭБ Ту-16П «Букет», Як-28ПП, Ан-12БК-ППС.

## Разработка
Станция разработана в НИИ-19 (Новосибирский филиал НИИ-17 МАП), тема НИР — «Газон». 

## Назначение
Помеховая станция групповой защиты, устанавливалась на самолёте Ту-16П «Букет» и Як-28ПП. В «Букет» входили станции СПС-22 («Букет-2»), СПС-33 («Букет-3»), СПС-44 («Букет-4») и СПС-55 («Букет-5»), каждая из которых перекрывала свой определённый диапазон частот. Станции предназначались для противодействия работе наземных РЛС дальнего обнаружения и наведения, РЛС целеуказания с целью защиты боевых порядков ударных самолётов различных типов при преодолении ими рубежей ПВО противника. С высоты 10000 — 11000 м один постановщик помех мог прикрыть ударную группу из нескольких машин, идущих в строю внутри круга диаметром 3000 — 5000 м, в полусферической зоне с диаметром в основании 600 — 700 км.

## Применение
Станция разработана в 50-х годах 20-го века и для своего времени имела хорошие ТТД. Станции «Букет-2», «Букет-3», «Букет-4» и «Букет-5» схемотехнически совершенно одинаковы, но настроены на разные диапазоны частот: СПС-22 генерировала помехи в диапазон волн 22 — 30 см, СПС-33: 12,5 — 22 см, СПС-44: 10 — 12,5 см и СПС-55: 8 — 10 см.
Станция - автоматическая, у неё есть свой анализатор и 4 или 6 передатчиков помех (специалисты их называли «горшками»), каждый на свой сектор. Она может создавать заградительные либо прицельные помехи, причем выбор производится автоматически в зависимости от радиоэлектронной обстановки.
После включения станция сама анализирует радиолокационную обстановку. Если фиксируется облучение от РЛС противника, блок анализатора определяет его рабочую частоту и мощность. Затем передатчики генерируют на данной частоте помехи необходимой мощности. Определенный интервал времени (примерно 2,5 — 3 мин.) она излучает помехи, потом прекращает и снова анализирует сигнал РЛС.
Если противник начинает менять частоту излучения своих радаров, станция автоматически отслеживает изменения и формирует помехи в зависимости от режима их работы. Аналоговый анализатор определяет, сколько сигналов приходит в данном частотном диапазоне и как они между собой расположены. У него есть несколько режимов работы, которые выбираются автоматически. Если, например, приходят пять сигналов от пяти РЛС, и их частоты сильно отличаются, то он создает пять прицельных участков помех, расставив их по диапазону. Если после очередного анализа окажется, что две или более РЛС сблизились по рабочей частоте, то их «накроют» общей заградительной помехой, а оставшиеся будут подавляться прицельными помехами (после подстройки на их новые частоты).
Станция собрана на элементной базе того времени - лампах и реле.
Станция устанавливалась в технический отсек самолёта Ту-16, который был переделан из грузового отсека. Если в грузовом отсеке имелась кабина оператора, то её тоже убирали. В техническом отсеке, помимо блоков и агрегатов станции монтировались электромашинные преобразователи, питающие её переменным током: четыре дополнительных преобразователя ПО-6000 и один ПТ-6000.
В 1970 году на вооружение был принят ещё один самолёт - постановщик помех Як-28ПП, на котором также была установлена станция «Букет». Станцию разместили в специальном контейнере, который устанавливался в грузовом отсеке и мог опускаться вниз для удобства обслуживания. К названию станции добавились цифры «28», обозначающие вариант исполнения: СПС-22-28, СПС-33-28 и т.д.
Ввиду огромной мощности станции при эксплуатации впервые столкнулись с проблемой биологической защиты технического персонала от СВЧ-излучения. Для защиты людей при проверках «на излучение» снизу под брюхо самолёта подкатывалась специальная тележка со смонтированным на ней электромагнитным экраном в виде металлического короба с заземлением, а весь не участвующий в проверках «Букета» персонал удалялся со стоянки на безопасное расстояние. В дальнейшем, на основе опыта эксплуатации, в авиации был разработан ряд мер для предупреждения электромагнитного воздействия на людей и технику - разработаны меры безопасности при работе с источниками электромагнитного излучения, требования к персоналу и специальному оборудованию. Например, для каждой стоянки летательного аппарата индивидуально определяется и рисуется на покрытии (бетоне) сектор разрешённой работы на излучение, при работе станций вывешиваются предупредительные транспаранты (флажки), в ночное время - красные фонари. Весь личный состав, работающий с электромагнитными полями (ЭМП) стоит на дополнительном диспансерном учёте в лечебном учреждении МО и ежегодно проходит дополнительное медицинское обследование.